# Manduka
Alexandre Manuel Thiago de Mello ou Manduka (Petrópolis, 21 de fevereiro de 1952 — Rio de Janeiro, 17 de outubro de 2004) foi um compositor e artista plástico brasileiro.
Era filho do poeta amazonense Thiago de Mello. Foi um expoente do rock nacional, tendo um estilo que transitava do rock ao tropicalismo. Gravou com o grupo chileno Los Jaivas.

## Os anos de exílio
Era filho da jornalista Pomona Politis e do poeta Thiago de Mello, e sobrinho do músico Gaudêncio Thiago de Mello. Aos 18 anos de idade viajou para o Chile, onde residiu durante quatro anos, convivendo com a cultura do país.
Em 1971 foi convidado pelo cineasta Glauber Rocha para participar, como ator e compositor, de A Estrela do Sol, filme que, embora inacabado, registrou a realidade do exílio.
Na capital chilena conheceu Geraldo Vandré, com quem compôs uma série de canções intitulada Pátria Amada Idolatrada Salve-Salve, uma das quais, na interpretação de Soledad Bravo, venceu o Festival de Aguadulce, realizado em Lima (Peru), em 1972. Nesse ano lançou, pela RCA Victor, seu primeiro LP, Brasil 1500.
Em 1973 publicou no Chile o livro Los Burros Negros, e iniciou uma trajetória que o levou à Argentina, onde compôs, com Augusto Boal, a trilha musical da peça A Tempestade, uma adaptação feita a partir do original de William Shakespeare.
Em seguida residiu na Venezuela e, depois, viajou para a Europa, vivendo na Alemanha, França e Espanha, países onde gravou discos e publicou livros. São dessa época os LPs Manduka, Manduka e Naná Vasconcelos, Brasil, Caravana e Los sueños de America.

## Volta ao Brasil
Em 1979 retornou ao Brasil, lançando nesse ano o LP Manduka, o primeiro gravado em sua terra natal.
No ano seguinte, venceu o Festival Internacional da Canção da TV Tupi, com a música Quem me levará sou eu (com Dominguinhos), interpretada por Raimundo Fagner. A música obteve bastante sucesso.
De 1978 a 1982, realizou apresentações musicais pelo Brasil, com o Projeto Pixinguinha, e ao lado de seu pai, o poeta Thiago de Mello. Nessa época, passou a dedicar-se mais assiduamente às artes plásticas.
Compôs a trilha de Amazônia, Pátria da Água, dirigido por Washington Novaes para a série Globo Repórter (Rede Globo), escolhido nos Estados Unidos como o melhor programa cultural latino-americano de 1982. Ainda neste ano foi convidado para representar o Brasil em um encontro de músicos realizado na Cidade do México, ao lado de artistas relevantes no cenário sul-americano, como Mercedes Sosa, Omara Portuondo, Silvio Rodrigues e Pablo Milanés, entre outros.
Residiu durante seis anos no México, onde prestou assessoria cultural à Embaixada do Brasil e publicou o livro La Pequeníssima História de La Musiquíssima Brasileña, realizando um circuito de conferências pelas universidades mexicanas. Ainda no México, a convite do embaixador José Guilherme Merchior, realizou a exposição de desenhos intitulada Dibujos de mùsico.
Em 1986, a convite de Pablo Milanés, viajou para Cuba, onde gravou o LP Sétima vida, também lançado no México. Voltou para o Brasil em 1988.
Compôs parte da trilha sonora para Inconfidência Mineira, também para o programa Globo Repórter.
Como artista plástico, realizou mostras e ilustrou os livros O povo sabe o que diz, Borges na luz de Borges e De uma vez por todas, de Thiago de Mello, e Grafitos nas nuvens, de Cassiano Nunes.

## Anos 90
Entre 1990 e 1997, desenvolveu o projeto de sua autoria Conversas Brasileiras, levando músicos, artistas, pensadores, desportistas, escritores e poetas brasileiros a dialogar com a juventude universitária de Brasília e das regiões Norte e Nordeste do Brasil.
Paralelamente ao projeto universitário, lançou o livro de poemas De algo pro vinho e gravou o CD Terceira asa (edição limitada patrocinada pela Telebras), além de ter registrado em estúdio sua parceria com Dominguinhos, material que permanece inédito.
Em 2002 participou, com três canções, da trilha sonora do documentário Rocha que voa, de Eryk Rocha, e assinou a trilha sonora dos documentários Se é pra dizer adeus, de Ana Helena Nogueira e José Lins do Rêgo, do cineasta Vladimir Carvalho. Também em 2002, participou do documentário Glauber, labirinto do Brasil, de Sílvio Tendler, e deu continuidade ao ciclo de conferências Conversas Brasileiras, no circuito universitário brasileiro.

## Trabalho como artista
De 1997 a 2001, privilegiou seu trabalho como artista plástico, área na qual teve reconhecimento de artistas e críticos, como Ferreira Gullar.
Desenvolveu estudos de fusão de sua técnica em desenhos (bico-de-pena com lápis de cor e pastel seco) aliada à tecnologia digital, visando a realização de uma mostra itinerante de seus desenhos reproduzidos em grandes peças em banners.

## Discografia
- (1996) Terceira asa • Independente • CD
- (1989) Os estatutos do homem. Manduka e Thiago de Mello • Edições Paulinas • LP
- (1986) Sétima vida. Manduka e Pablo Milanês • Egrem (Cuba)/Polydor (México) • LP
- (1986) Eterna • Independente (México) • LP
- (1979) Manduka • CBS • LP
- (1978) Caravana • Le Chant du Monde (França) • LP
- (1978) Los sueños de America. Manduka e Los Jaivas • Movieplay (Espanha) • LP
- (1976) Brasil • Edigsa (Espanha) • LP
- (1975) Manduka e Naná Vasconcelos • Le Chant du Monde (França) • LP
- (1974) Manduka • CBS (Argentina) • LP
- (1972) Brasil 1500 • IRT/ILS (Chile) • LP